# Матагальпа (департамент)
Матага́льпа (ісп. Matagalpa) — один з департаментів Нікарагуа.

## Географія
Департамент розташований в центральній частині Нікарагуа. Площа його становить 6803,86 км². Чисельність населення 542 419 осіб (перепис 2012 року). Щільність населення — 79,72 чол./км². Адміністративний центр — місто Матагальпа.
Межує на півночі з департаментом Хінотега, на заході з департаментами Естелі і Леон, на півдні з департаментами Манагуа і Боако, на сході з Північним і Південним Атлантичним регіонами.

## Адміністративний поділ
В адміністративному відношенні департамент Матагальпа підрозділяється на 13 муніципалітетів:
1. Матагальпа
2. Матінгуас
3. Муй-Муй
4. Ранчо-Гранде
5. Ріо-Бланко
6. Сан-Діонісіо
7. Сан-Ісідро
8. Сан-Рамон
9. Себако
10. Сьюдад-Даріо
11. Террабона
12. Ель-Тума-Ла-Далія
13. Ескіпулас

## Економіка
Основою економіки департаменту є сільське господарство. Головна вирощується культура — кава.